# Crida i resposta
Crida i resposta o en anglès call and response és un format musical al qual un càntor canta la primera part d'un frase, al qual el coral respon. Aquest responsori de frases curtes és considerat com una característica de la música africana i va influir molt en la música afroamericana. A ambdues Amèriques va passar de la música vocal a la música instrumental, com ara a la típica percussió del Brasil o al jazz. S'utilitza també com joc per iniciar criatures a la pràctica musical o en l'ensenyament tradicional per aprendre memoritzar. Junts amb l'ostinato, riff o clave és un element essencial de la música africana. Té elements comuns amb l'antífona de la música religiosa occidental i els dos formats es van trobar als espirituals negres. Certs riffs tenen estructura de clam i resposta molt curts, repetits en format d'ostinato durant tota una cançó, com el nas de barraca a «Who do you love» de Bo Diddley. Des dels anys 1940 va esdevenir un element musical important de la rumba catalana quan la música flamenca va mesclar-se amb ritmes cubans a les sales de festa de Barcelona.